# صحيفة تريبيون
صحيفة تريبيون هي صحيفة تصدر باللغة الإنجليزية في البحرين.

## التاريخ والسيرة
تريبيون المعروفة باسم دي تي نيوز هي صحيفة يومية وطنية مع التركيز أكثر على الجيل الجديد مع رؤية لإيصال هذه التقارير الأكثر إثارة للاهتمام والتحقيق على أساس يومي. رئيس مجلس الإدارة هو ب. أونيكريشنان.
تتنوع نوعية الأخبار التي تنشرها تريبيون. تجلب الأخبار بمنظور جديد في عرض الأخبار اليومية الذي تحرر بشكل مستقل ومتعمق والتركيز على المحتوى المتنوع الذي ينشده المجتمع البحريني المتغير.
تقدم تريبيون أخبار عن العلامات التجارية والمعلنين الفرصة للمشاركة مع الجماهير من خلال تركيز المحتوى المتخصص في جميع أنحاء الأعمال والأخبار العالمية والرياضة والأحداث المحلية وتنقسم الصحيفة إلى ثلاثة أقسام للقراء:
- الرئيسية: تتضمن أخبار محلية وعالمية.
- الأعمال: أخبار الأعمال مع تحليل السوق.
- الرياضة: أخبار الرياضة.

الصحيفة لها موقع إلكتروني خاص بها على الإنترنت.